# Hörner von Hittim
Als Hörner von Hittim oder Hörner von Hattin (arabisch Ḥaṭṭīn; hebräisch קַרְנֵי חִטִּין Qarnej Chiṭṭīn, deutsch ‚Hörner Chittins‘, Plene: קרני חיטין) bezeichnet man einen niedrigen Berg wenige Kilometer westlich des Sees Genezareth in Nordisrael, nahe der Wüstung Hittin. Den Namen erhielt er wegen seines Doppelgipfels, eines Überbleibsels der wenigen erkennbaren Vulkane westlich des Jordan.
In der Vulkanmulde liegen die Reste einer antiken Synagoge.
Bekannt sind die Hörner von Hittim vor allem wegen einer entscheidenden Schlacht der Kreuzfahrerzeit: Nach der Schlacht bei Hattin verloren die Kreuzfahrer 1187 weite Teile des Königreiches Jerusalem und damit auch Jerusalem selbst.
Nur ein schmaler Küstenstreifen mit Akkon als neuer Hauptstadt konnte im Dritten Kreuzzug zurückerobert werden.
Im Jahre 2007 wurde die Hörner von Hittim mitsamt Hängen und etwas Umgebung, insgesamt 2.750 metrische Dunam, als israelischer Nationalpark unter Schutz gestellt.

## Einzelnachweis
1. ↑  Efraim Orni, Elisha Efrat: Geography of Israel, 3. Auflage, Jerusalem 1976, Seite 75